# IC 982
IC 982 ist eine linsenförmige Galaxie vom Hubble-Typ SA0+ im Sternbild Bärenhüter am Nordsternhimmel. Sie ist schätzungsweise 245 Millionen Lichtjahre von der Milchstraße. Gemeinsam mit IC 983 bildet sie das Galaxienpaar Arp 117. Halton Arp gliederte seinen Katalog ungewöhnlicher Galaxien nach rein morphologischen Kriterien in Gruppen. Diese Galaxie gehört zu der Klasse Elliptischer Galaxien nahe bei Spiralgalaxien und diese störend (Arp-Katalog).
Das Objekt wurde am 27. Mai 1891 vom französischen Astronomen Stéphane Javelle entdeckt.